# 표준 몰 엔트로피
표준 몰 엔트로피(영어: standard molar entropy)는 화학에서 표준 압력 상태와 관심 온도에서 순수한 물질 1몰의 엔트로피 함량이다. 이는 보통 표준 온도 압력으로 선택되지만, 반드시 그런 것은 아니다.

## 같이 보기
- 표준 상태
- 표준 생성 엔탈피
- 연소열